# Carlo Bisio
Carlo Bisio (Genova, 23 aprile 1964) è uno psicologo ed ergonomo italiano, esperto nel campo della sicurezza e salute sul lavoro che applica la psicologia sociale e l’ergonomia principalmente ai fattori psicosociali di rischio.

## Biografia
Ha ottenuto la Laurea in Psicologia del Lavoro e delle Organizzazioni presso l’Università di Padova, formandosi alla scuola di Vincenzo Majer con il quale si è laureato nel 1995.
Ha sempre affiancato all'attività intellettuale esperienze di conoscenza diretta del mondo delle organizzazioni e della tecnica applicata, lavorando dapprima come Capo Tecnico Geometra nel settore della manutenzione, e poi come formatore e consulente.
Ha collaborato come docente a contratto presso l’Università degli Studi di Milano Bicocca a partire dal 2001 fino al 2011, e presso l’Università Statale di Milano (2002-2003); ha partecipato come docente in master universitari presso l’Università del Molise e l’Università di Firenze.
Ha ottenuto il Master universitario di secondo livello in Ergonomia presso il CNAM di Parigi nel 2014 (laureandosi con Pierre Falzon, che dal 2003 al 2006 era stato Presidente della International Ergonomics Association), e il NEBOSH International Diploma in Occupational Health and Safety (una delle più alte e complete qualificazioni internazionali nel campo della sicurezza e salute sul lavoro) nel 2017.
Ha fatto parte della Società Italiana di Ergonomia e Fattori Umani (SIE) rivestendo la carica di Presidente della sezione Lombardia-Liguria (2016-2018). Fa parte dell’Associazione Professionale Italiana Ambiente e Sicurezza (AIAS) nella quale ha rivestito cariche sociali. È Graduate Member del Institution of Occupational Health and Safety (IOSH). Membro dell'European Network Education and Training in Occupational Safety and Health (ENETOSH).

## Attività

### Formazione degli adulti
Nel periodo 1995-2004 si è occupato prevalentemente del tema della formazione degli adulti.
In questo periodo si è interessato prevalentemente di dinamiche dei gruppi in apprendimento, supportando una lettura psicosociale e sistemica dei gruppi di adulti in formazione, e suggerendo che i concetti di autopoiesi e di complessità possano essere d'aiuto al progettista didattico e al formatore per la comprensione del funzionamento dei gruppi in formazione.
I suoi lavori di questo periodo sono ripresi nella letteratura sulla formazione degli adulti e degli insegnanti (si veda ad es. Cecotti M., 2010)
Il suo principale contributo è stato nell'ambito della valutazione delle attività formative, in particolare nella valutazione degli aspetti soggettivi del processo di formazione e della sistematizzazione del concetto di valutazione e dei suoi significati in formazione.

### Psicologia del lavoro e fattori di rischio psicosociale
Vincenzo Majer, curatore della rivista Risorsa Uomo (rivista di Psicologia del Lavoro e delle Organizzazioni edita allora da Franco Angeli) gli propose di curare un numero monografico della rivista sul tema della psicologia della sicurezza sul lavoro, numero che vide la luce nel 2005.
In un'opera successiva egli ha sistematizzato il proprio punto di vista sugli approcci psicologici nel campo della sicurezza e dei fattori psicosociali di rischio, contribuendo alla definizione e allo studio dei rischi psicosociali nell'ambito della salute e sicurezza sul lavoro.
Il suo interesse è stato in gran parte nella messa a punto di protocolli per la valutazione di fattori psicosociali di rischio.
Brondino e Pasini (2012) nella loro analisi finalizzata alla costruzione e validazione di un questionario sul clima di sicurezza nella realtà italiana, riconoscono il contributo di Bisio (2009) come uno dei pochi studi italiani che si sono occupati del costrutto di safety climate.
La raccolta di dati riguardanti il Metodo Cesvor per la valutazione del rischio stress lavoro-correlato è stata citata nel libro Book of Proceeding a cura di Sergio Iavicoli et al. (2010).
Carlo Bisio ha contribuito anche a studi sulla formazione nelle tematiche ergonomiche. Studi che sono stati ripresi da diversi autori, come Peiro, J.M., Nielsen, K., Latorre, F. et al. (2020) sul Journal of Occupational Health Psychology:
«Similarly, a meta-analysis by Ricci, Chiesi, Bisio, Panari, and Pelosi (2016) found occupational health and safety (OHS) training had a strong effect on workers’ OHS attitudes, beliefs and knowledge.»

### Sicurezza nei sistemi sociotecnici
Nel 2019 ha pubblicato un volume che contiene sia una revisione della principale letteratura internazionale nel campo dell'affidabilità dei sistemi sociotecnici, sia un modello innovativo per comprendere i cambiamenti nel funzionamento e nei risultati di sicurezza dei sistemi.
Il modello proposto, denominato semiofisico, cerca di integrare diversi contributi quali la teoria delle catastrofi (Thom), l'approccio della complessità, il modello epidemiologico dell'Urna di Polya, l'approccio dell'azione come testo e del habitus (Burdieu), l'approccio delle reti neurali, l'autopoiesi dei sistemi viventi e sociali (Maturana e Varela), e integra le più recenti acquisizioni nel campo della sicurezza dei sistemi, sia dal punto di vista sociale e umano che dal punto di vista organizzativo e tecnico.
Le conclusioni sono che i sistemi riescono in una buona prestazione di sicurezza nella misura in cui riescono a collimare le esigenze dei vari sottosistemi:
«Il sottosistema tecnico obbedisce alle leggi delle scienze naturali, e cerca equilibri nel senso fisico del termine; è quindi guidato da un principio di economia delle energie.
Il sottosistema biologico obbedisce alle leggi della fisiologia, della biochimica, ecc. e per il suo funzionamento si basa spesso su equilibri omeostatici.
Il sottosistema organizzativo, secondo la visione della resilienza, si basa sulla creazione di flessibilità finalizzata a fronteggiare gli eventi inaspettati, previsti e imprevisti.
Il sottosistema sociale si basa sull'autopoiesi, cioè sulla compensazione di perturbazioni nell'accoppiamento con l'ambiente, che portano all'attribuzione di significati (...)»
Trasversalmente ai suoi interessi, il pensiero che traspare dai suoi scritti si contraddistingue per:
- una posizione profondamente ancorata alla psicologia dei gruppi e alla psicologia sociale, ambiti che egli ha applicato alla formazione degli adulti e poi alla sicurezza e salute sul lavoro
- una visione costruttivista della conoscenza
- una tendenza a comprendere la persona e il gruppo nel loro contesto sociale, organizzativo e tecnologico, secondo le prospettive dei sistemi sociotecnici e dell’ergonomia biomeccanica, cognitiva e organizzativa
- una visione misurazionista della conoscenza scientifica (e della conoscenza prodotta localmente per interventi) secondo la quale occorre procedere a misurazioni rigorose, sia di tipo quantitativo che qualitativo

Il suo interesse per la divulgazione delle conoscenze scientifiche verso il mondo della professione nel campo della salute e sicurezza lo ha portato a curare diversi volumi monotematici nel campo dello stress da lavoro, dell’ergonomia, e a collaborare in maniera continuativa con diverse web magazine di settore.

## Pubblicazioni
- Bisio C., Valutazione della qualità della formazione e costrutti di qualità percepita[16], Risorsa Uomo, Franco Angeli, Milano, 3/1996 ed 1/1997
- Bisio C., Uno strumento per la misurazione della qualità percepita nella formazione degli adulti: il Group Learning Assessment Monitor, relazione al III Congresso Nazionale dell’Associazione Italiana di Valutazione “Verso la costruzione dell’identità professionale dei valutatori nel pluralismo disciplinare e metodologico” - Torino, 23-25 marzo 2000
- Bisio C., Uno strumento per la misurazione dei costrutti di qualità percepita nella formazione degli adulti. Caratteristiche metriche e norme, Risorsa Uomo, 4/2004
- Bisio C., Il contributo della psicologia del lavoro e dell’organizzazione agli interventi nella prevenzione degli incidenti sul lavoro, Risorsa Uomo, 3/2005
- Gheno S., Bisio C., L’empowerment fa bene alla sicurezza lavorativa? Risorsa Uomo, 3/2005
- Bisio C., Nocera A., Piazza A., Mobbing: quali azioni preventive in azienda? Il punto di vista dei professionisti, Risorsa Uomo, 2/08
- Bisio C., Psicologia per la sicurezza sul lavoro. Rischio, benessere e ricerca del significato, Giunti Organizzazioni Speciali, 2009

### Pubblicazioni di interesse professionale o divulgativo
- Bisio C., Costruzione della realtà e formazione, Franco Angeli, Milano, 1998.
- Bisio C, L’intervista nei processi formativi, in Zucchi E., Il colloquio e l’intervista. Parlare con le persone nelle organizzazioni, Angeli, 2004
- Bisio C., Comunicare in azienda, Angeli, settembre 2004
- Bisio C., Borgato R., La forza della melagrana. Riflessioni per conoscere il gruppo ed esercitazioni per usarlo al meglio, Franco Angeli, 2011
- Bisio C., Gestione della sicurezza nei sistemi sociotecnici. Resilienza, incidenti e complessità nella sicurezza industriale, EPC Editore, 2019, ISBN 978-88-6310932-0
- Bisio C., Sicurezza, formazione e altre vicissitudini: Racconti autobiografici di un consulente, EPC Editore, 2021, ISBN 978-88-9288-104-4[17]